# Andreja Zakonjšek Krt
Andreja Zakonjšek Krt, slovenska sopranistka, * 7. september 1968, Celje.
Sopranistka Andreja Zakonjšek Krt je diplomirala na glasbeno-pedagoškem oddelku Pedagoške fakultete v Mariboru in na oddelku za koncertno petje na Visoki šoli za glasbo in upodabljajočo umetnost v Gradcu. Od sezone 1996/1997 je solistka v operi SNG Maribor. Je redna gostja ljubljanske Opere. Kot koncertna pevka sodeluje s Slovensko filharmonijo, Slovenskim komornim zborom, s Simfoničnim orkestrom RTV Slovenija, z Mariborsko filharmonijo, s pianistko Natašo Valant (skupaj sta posneli zgoščenko z naslovom Slovenski in francoski samospevi), Celjskim godalnim orkestrom in z drugimi. Kot izvajalka baročne in sodobne glasbe je med letoma 1997 in 2006 nastopala na Festivalu Radovljica, mednarodnem festivalu stare in nove glasbe na zgodovinskih instrumentih.